# Усятська сільська рада
Уся́тська сільська рада (рос. Усятский сельский совет) — сільське поселення у складі Бійського району Алтайського краю Росії.
Адміністративний центр — село Усятське.

## Населення
Населення — 1184 особи (2019; 1640 в 2010, 1834 у 2002).

## Склад
До складу сільської ради входять:
| Населений пункт        | Населення, осіб (2002) | Населення, осіб (2010) |
| ---------------------- | ---------------------- | ---------------------- |
| Ключі, село            | 372                    | 327                    |
| Мальцева Кур'я, селище | 247                    | 213                    |
| Усятське, село         | 1215                   | 1100                   |